# 2023年世界バドミントン選手権大会のデンマーク代表チーム
2023年世界バドミントン選手権大会のデンマーク代表チーム（Denmark national badminton team at the World Badminton Championships 2023）は、2023年世界バドミントン選手権大会におけるデンマークの代表チーム。

## 代表メンバー

### 男子シングルス
- ビクター・アクセルセン (1)
- アンダース・アントンセン (12) 3位
- ラスムス・ゲムケ

### 女子シングルス
- ミア・ブリクフェルト (15)
- リン・ホイマーク・ケアスフェルト
- リン・クリストファーセン

### 男子ダブルス
- キム・アストルプ / アンダース・スカールプ・ラスムセン (11) 準優勝
- ジャップ・ベイ / ラッセ・モルヘーデ

### 女子ダブルス
- マイケン・フルールガード / サラ・ティゲセン

### 混合ダブルス
- マシアス・クリスティアンセン / アレクサンドラ・ボイエ (11)
- マシアス・ティリ / アマリー・マゲルンド